# Daraai offenzíva (2017. február–június)
A 2017. február–júniusi daraai offenzíva , a felkelők által használt kódnevén a "Kínzás helyett halál csatája" (arabul: الموت ولا المذلة) a szíriai felkelők által a Szíriai Arab Hadsereg Szíria déli részén, Daraa városának Manshiyah kerületében lévő állásai ellen a szíriai polgárháború keretében indított offenzívája volt.

## Az offenzíva

### A felkelők kezdeti győzelmei
2017. február 12-énj a Hayat Tahrir al-Sham két, külföldi származású öngyilkos merénylője autóbombát robbantott a Szíriai Hadsereg egyik állásánál a déli Daara város Al-Manshiyah kerületében. A jelentések szerint mindkét járművet még azelőtt megsemmisítették, mielőtt azok elérték volna célpontjaikat A városban a frontvonalat erődítményekkel erősítették meg, a felkelők pedig semmit sem értek el. Miután a Hadsereg visszaverte a támadást, tüzérséggel és Elefánt hajítóbombákkal támadták meg a felkelők pozícióit.
Február 13-án a felkelők azt állították, Manshiyah belsejében több épületet elfoglaltak. A felkelők előre törése után az Orosz Légierő több tucat légi támadást intézett Daraa területén a felkelők pozíciói ellen. Másnap a Hadsereg egy ellentámadást indított, melyben Manshiyah több posztját is visszafoglalta.
Február 15-én a Tahrir al-Sham harcosai Manshiyah északkeleti részén több területrészt is elfoglaltak, bár a Hadsereg még aznap visszafoglalt minden elveszített területet, és ellentámadást indított, melyben meg akarták szerezni a kerület keleti felét. Farhan Haq, az ENSZ főtitkárának szóvivőhelyettese szerint február 5-ig több mint 9000 polgár hagyta el Daraa városát.

### Az offenzíva megakadása és a Hadsereg ellentámadása

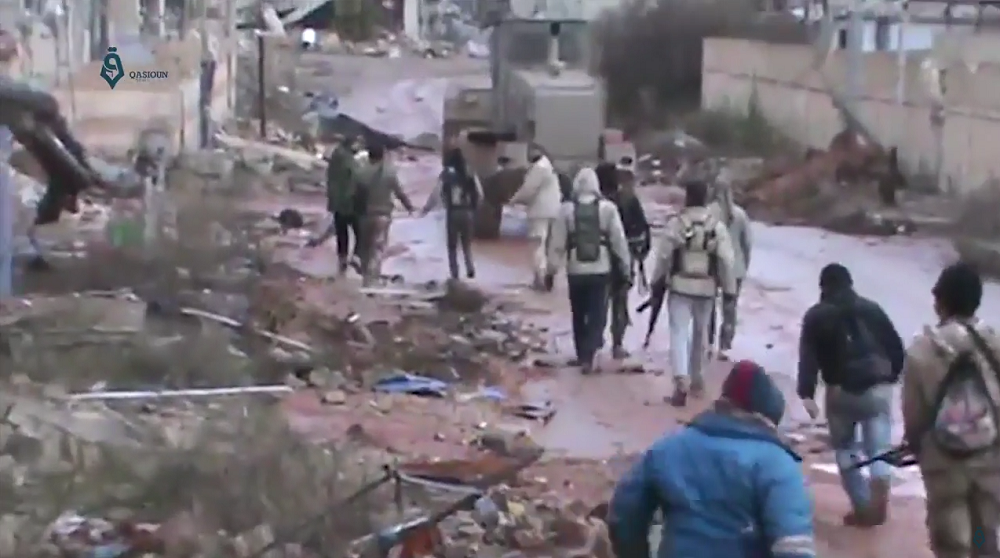
A felkelők előre törnek al-Manshiyah kerületben.

Február 20-án megerősített támadásokkal a felkelők megkezdték a támadás harmadik fázisát. Aznap azonban az Iraki és Levantei Iszlám Állam fiókszervezete, a Khalid ibn al-Walid Hadsereg kihasználta a felkelők erőinek átcsoportosításából fakadó lehetőséget, és saját támadást indított Daraa területétől nyugatra a felkelők ellen. A Khalid ibn al-Walid Hadsereg megszerezte Tasil területét és négy másik várost és falut, valamint egy hegyet. A felkelők csak két várost tudtak visszafoglalni. Három napnyi dzsihád támadás során 132 embert öltek meg, akik többsége támadó volt. Mivel támadták a felkelők állásait, ezért a daraai offenzíva szinte teljesen leállt.
Február 23-án a jelentések szerint a Szíriai Hadsereg egy ellentámadásban több posztot visszafoglalt. Aznap azonban a felkelők egyik öngyilkos merénylője a Hadsereg egyik ellenőrző pontja mellett robbantotta fel magát, és ezzel a felkelők ismét megpróbálták áttörni a Hadsereg erődítményeit. Másnap az Orosz Haditengerészet lőtt ki nagy hatótávolságú ballisztikus rakétákat a felkelők al-Bilad kerületben lévő állásai ellen, melyekkel az öngyilkos merényleteket akarták megtorolni.
Február 25-én a felkelők egyik rakétatámadása megsemmisítette a Muawiyas iskolát Manshiyah kerületében. Aznap a Köztársasági Gárda 500 gyalogosból álló erősítése megérkezett Daraa területére, mely a Hadsereg hathatós ellentámadásának az előjele volt. A felkelők pártján álló források később azt írták, Jordánia kiutasította azon felkelők családjait, akiket az offenzívában öltek meg.
Március 5-én a Hadsereg több épületet elfoglalt Daraa Al-Bilad külvárosában, és kihasználták, hogy a felkelők emberhiányban vannak, melynek oka az volt, hogy vissza kellett verniük a Khalid ibn al-Walid Hadsereg offenzíváját. Másnap a Köztársasági Gárda 5. Osztaga több épületet is visszafoglalt Manshiyah területén, így majdnem teljesen eltűnt a felkelők februárban megszerzett területi nyeresége. A Hadsereg ezen felül további területeket szerzett meg Al-Bilad külvárosban, és március 8-án az Al-Musarif Körforgalom körül is több helyszínt tűz alá vett.

### Átmeneti idő
Négy nappal később a felkelők egyik öngyilkos merénylőjének autója megölte vagy megsebesítette a Hadsereg több katonáját is Manshiyah kerületben. Ezután a felkelők visszafoglalták a kerület egyik épületét. Március 13-án a felkelők megszerezték Manshiyah Abu-alraha nevű háztömbjét.
Március 16-án a Szíriai Hadsereg a város több, felkelői kézen lévő kerületét is megtámadta, és eközben a felkelők legalább 14 harcosát megölték.
Március 25-én a Hadsereg tüzérségi és légi támadásai Daraa északkeleti részén lerombolták a felkelők három bázisát, és eközben több mint 20 felkelőt megöltek. Másnap a Köztársasági Gárda 5. Osztaga a Hezbollah és a 15. Osztag speciális erőinek a segítségeivel a jelentések szerint több épületet elfoglaltak, és nagyjából 40 felkelőt megöltek.
Március végén a Tahrir al-Sham harcosai még mindig a Hadsereg állásait támadták Manshiyah külvárosában. A hadsereg városszerte megtámadta a felkelők állásait, elszórt összecsapásokról pedig április elején is érkeztek hírek.

### A felkelők megújult offenzívája
Április 6-án felélesztették a felkelők az offenzívájukat, mikor Manshiyah kerület kormányzati érkézen lévő részének belsején felrobbantottak egy autóbombát, melyben a kormányerők több tagját megölték, akik így kénytelenek voltak kivonulni. Ugyanabban a régióban egy autóbomba egy másik épületbe csapódott be. A harcokban a felkelők három biztonsági épületet foglaltak el, melyek addig a Szíriai Hadsereg központjai voltak.
Április 8-án a felkelők egy újabb támadást indítottak Manshiyah kerületben, melyben heves harcok után elfoglalták a kerület nagy részét. A felkelők áttörték a Hadsereg Manshiyah kerület nyugati fele köré emelt erődítményét, akik így kénytelenek volta megadni magukat, és szabad utat engedni ahhoz, hogy elfoglalják a teljes kerületet. A Szíriai Hadsereg két nappal később az Orosz Légierő támogatásával mégis egy ellentámadást indított. A Hadsereg ellentámadása ellenére a felkelők azt állították, hogy több órányi harc árán elfoglalták a "15-ös Lakóblokkot."
Április 12-én a felkelők visszafoglalták a Hadseregtől azokat a területeket, melyeket az ellentámadásban elveszítettek, többek között számos épülettömböt a város központja közelében. Két nappal később a felkelők tovább haladtak Manshiyah területén, elfoglalták az Al-Maqsem Ellenőrzőpontot és a körülötte álló épülettömböket, a Muaya’a iskoolát és az Oqba Bin Nafya mecsetet. Április 15-re a felkelők ellenőrizték Manshiyah kerület 70–90%-át. Április 16-án azonban a heves orosz légi támadás megakadlyozta a felkelők további gyors előre nyomulását.
Április 18-án az orosz légierővel megtámogatott Szíriai Hadsereg ellentámadást indított Manshiyah kerületben, mely során néhány helyszínt visszaszerzett. Ennek ellenére a kerület 60%-át még mindig a felkelők irányították. A következő két napban a felkelők indítottak ellentámadást, s visszafoglaltak több posztot is, s a csata végére már Manshiyah 80%-át ellenőrizték.
Április 25-én a felkelők újabb támadást indítottak a Hadsereg állásai ellen Manshiyah kerületben, s ez alkalommal robbanócsöveket vetettek be. Bár a felkelők nem tudták bevenni a stratégiai Al-Arshadiyah Ellenőrzőpontot, a harcok alatt 12 épületet elfoglaltak. Másnap a heves tüzérségi és légvédelmi támadások nagy pusztításokat végeztek a város felkelők kezén lévő részén.

### A felkelők végső előretörése
Május végén a felkelők és az ellenzéki párti újságírók arról számoltak be, hogy annak ellenére, hogy Oroszország ígéretet tett a zóna demilitarizálására, a kormánypárti erők mégis több alkalommal indítottak itt támadást.
Május 24-én a felkelők 34–40 épületet elfoglaltak Manshiyah területén, miután állításuk szerint a Hadsereg több mint két próbálkozását is visszaverték, melyekben ők területeket akartak visszaszerezni a kerületben. Erre válaszul a Szíriai Légierő 22 légi támadást intézett a felkelők kezén lévő posztok ellen. A legfrissebb jelentések szerint Manshiyah 95%-a volt a felkelők kezén.
Június 3-án a felkelők egy újabb támadást indítottak Manshiyah területén, de ezt visszaverték. A harcban a két oldalon összesen 31 harcos halt meg, köztük 16 katona és 15 felkelő. A támadásra válaszul a Hadsereg másnap heves támadást intézett a város ellen. A jelentések szerint ez már előkészület volt a felkelők ellen tervezett következő offenzívára. A harcok június 6-ig folytatódtak.

## Következmények – A kormány offenzívája
Június 7-én a Hadsereg offenzívát indított a felkelők ellen Daraa városában.